# Brumov-Bylnice
Brumov-Bylnice är en stad i Tjeckien. Den ligger i regionen Zlín, i den östra delen av landet. Brumov-Bylnice ligger 330 meter över havet och antalet invånare är 5 613.